# Nậm Chảy (suối)
Nậm Chảy là một suối trong lưu vực Nậm Thi trong Hệ thống sông Hồng, chảy ở huyện Mường Khương tỉnh Lào Cai, Việt Nam.
Nậm Chảy dài 14 km, diện tích lưu vực 43 km², mã sông "02 02 09 01 01" .

## Dòng chảy
Nậm Chảy bắt nguồn từ dải núi biên giới Việt - Trung ở phía bắc xã Nậm Chảy huyện Mường Khương, chảy về hướng nam tây nam. 22°44′28″B 104°04′10″Đ / 22,741045°B 104,069531°Đ
Tới phần nam xã Nậm Chảy và xã Lùng Vai, Nậm Chảy tiếp nhận dòng suối Văng Xá 22°38′46″B 104°03′10″Đ / 22,646058°B 104,052723°Đ.
Từ đó suối Nậm Chảy đổ vào sông Bá Kết (hay sông Pạc Chí Hồ) ở xã Bản Lầu. Tới xã Bản Phiệt thì sông Bá Kết đổ vào Nậm Thi22°32′20″B 104°00′17″Đ / 22,538825°B 104,004849°Đ.
Tên gọi suối được dùng cho đặt tên bản Nậm Chảy, núi Nậm Chảy và xã Nậm Chảy.

## Thắng cảnh liên quan
Trên phụ lưu suối Văng Xá có thắng cảnh Thác Tà Lâm 22°44′57″B 104°06′03″Đ / 22,749263°B 104,100745°Đ. Thác ở vùng đất của thị trấn Mường Khương, trên đường liên huyện đi trung tâm hành chính xã Nậm Chảy. Thác ở phía thượng nguồn cầu Văng Xá, cách quốc lộ 4D cỡ nửa km.

## Chỉ dẫn
1. ↑  Trong tiếng Thái - Tày "Nậm" có nghĩa là nước, sông, suối.